# Espaldeira (agricultura)

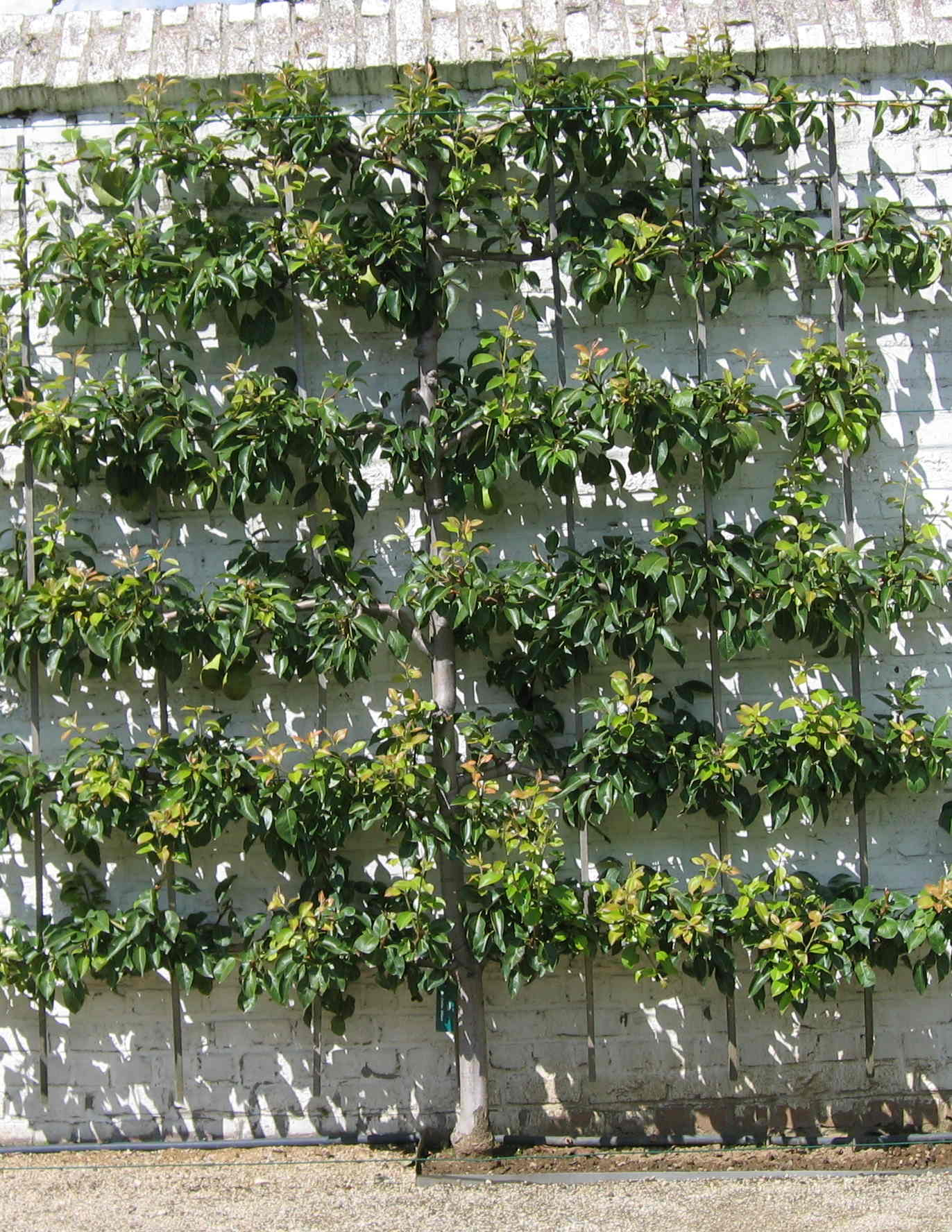
Espaldeira horizontal

Espaldeira é uma antiga prática agrícola e de horticultura para controlar o crescimento de plantas espermatófitas, através da poda e da amarração de seus ramos em uma estrutura frequentemente apoiada em um muro, cerca ou treliça, o que faz com que o vegetal cresça desta maneira.
Espaldeiras são ideais não só para fins decorativos, mas também para jardins em que o espaço é limitado. Em regiões de clima temperado, elas podem ser plantadas ao lado de uma parede que reflita mais luz solar e mantenha calor durante, o que permite que a estação climática seja "ampliada", fazendo com que a fruta tenha mais tempo para amadurecer.